# موراي دافي
موراي دافي (بالإنجليزية: Murray Davie)‏ هو لاعب اتحاد الرغبي نيوزلندي، ولد في 19 سبتمبر 1956 في كرايستشرش في نيوزيلندا.